# Girolamo Ghinucci
Girolamo Ghinucci (Siena, 1480 - Roma, 3 de julio de 1541), fue un eclesiástico y diplomático italiano. 

## Vida
Nacido en el seno de una familia de banqueros de la República de Siena, fue educado en Roma, probablemente bajo la protección de su pariente Andreoccio Ghinucci, obispo de Grosseto.  
Fue clérigo y después auditor de la Cámara Apostólica y secretario del papa Julio II. 
Nombrado obispo de Ascoli Pisceno en 1512, participó en los preparativos y en la celebración del Concilio de Letrán V.
León X le envió como nuncio a Inglaterra en 1518; durante su estancia en este reino ofició como consejero del rey Enrique VIII y como su embajador en España.  Obispo de la diócesis de Worcester desde 1522 y administrador apostólico de la de Malta desde 1523, fue expulsado de Inglaterra en 1534 tras la Reforma anglicana, en la que el rey inglés se separó de la obediencia religiosa de Roma. 
Paulo III le creó cardenal en el consistorio de 1535; recibió el título de Santa Balbina , que en 1537 cambió por el de San Clemente. Administrador de Cavaillon desde ese mismo año y de Tropea desde el año siguiente, fue también Camarlengo del Colegio Cardenalicio,  ofició como legado junto a los cardenales Alessandro Cesarini y Giovanni Domenico de Cupis para restablecer la paz entre Carlos I de España y Francisco I de Francia, y tuvo una participación destacada en la constitución de la Compañía de Jesús, oponiéndose a la misma junto con el cardenal Bartolomeo Guidiccioni.
Fallecido en Roma a los 61 años de edad, recibió sepultura junto a la puerta de la sacristía de la iglesia de su título.